# Kanton Bitche
Der Kanton Bitche ist seit 1790 ein französischer Wahlkreis im Arrondissement Sarreguemines, im Département Moselle und in der Region Grand Est (bis 2015 Lothringen). Sein Hauptort ist Bitsch (frz. Bitche).

## Geschichte
Der Kanton wurde am 4. März 1790 im Zuge der Einrichtung der Départements als Teil des damaligen „Distrikts Bitsch“ gegründet. Als 1802 der damalige Kanton Lemberg aufgelöst wurde, wurde der Kanton Bitche um die meisten Ortschaften dieses Kantons erweitert. Von 1871 bis 1919 sowie von 1940 bis 1944 gab es keine weitere Untergliederung des damaligen „Kreises Saargemünd“. Zwischen 1802 und 1947 kam es zu zahlreichen Veränderungen im Gebiets- und Gemeindebestand. Von 1947 bis 2015 gehörten sechzehn Gemeinden zum Kanton Bitche. Mit der Neuordnung der Kantone in Frankreich stieg die Zahl der Gemeinden 2015 auf 46. Zu den bisherigen 16 Gemeinden kamen alle 16 Gemeinden des bisherigen Kantons Volmunster und mit Ausnahme von Kalhausen alle Gemeinden des bisherigen Kantons Rohrbach-lès-Bitche (14 Gemeinden) hinzu. Seit dem 1. Januar 2017 ist der Kanton auch deckungsgleich mit dem Gemeindeverband Bitscher-Land (frz. Communauté de communes du Pays de Bitche).

## Geografie
Der Kanton ist fast deckungsgleich mit dem Bitscher Land (frz. Pays de Bitche) und liegt im Übergangsbereich zu den Nordvogesen. Der höchstgelegene Punkt mit 510 m ist am Garnfirst bei Philippsbourg (dt. Phlippsburg), direkt an der Grenze zum Kanton Reichshoffen. Der niedrigstgelegene Punkt mit 190 m ist bei Baerenthal (dt. Bärental), ebenfalls direkt an der Grenze zum Kanton Reichshoffen (etwa 6 km entfernt vom höchstgelegenen Punkt).

## Gemeinden
Der Kanton besteht aus 46 Gemeinden mit insgesamt 33.184 Einwohnern (Stand: 1. Januar 2022) auf einer Gesamtfläche von 602,37 km²:
| Gemeinde                | Mundart Patois             | Deutsch            | Einwohner (2022) | Fläche (km²) | Postleitzahl | Code Insee |
| ----------------------- | -------------------------- | ------------------ | ---------------- | ------------ | ------------ | ---------- |
| Achen                   | Ache                       | Achen              | 970              | 12,12        | 57412        | 57006      |
| Baerenthal              | Bäredal                    | Bärental           | 742              | 39,19        | 57230        | 57046      |
| Bettviller              | Bettwiller                 | Bettweiler         | 819              | 18,41        | 57410        | 57074      |
| Bining                  | Binninge                   | Biningen           | 1.173            | 15,91        | 57410        | 57083      |
| Bitche                  | Bitsch                     | Bitsch             | 4.899            | 41,13        | 57230        | 57089      |
| Bousseviller            | Busswiller                 | Busweiler          | 115              | 4,01         | 57230        | 57103      |
| Breidenbach             | Breidebach                 | Breidenbach        | 310              | 10,89        | 57720        | 57108      |
| Éguelshardt             | Egelshat                   | Egelshardt         | 443              | 16,8         | 57230        | 57188      |
| Enchenberg              | Enschebärsch               | Enchenberg         | 1.210            | 9,73         | 57415        | 57192      |
| Epping                  | Eppinge                    | Eppingen           | 566              | 10,65        | 57720        | 57195      |
| Erching                 | Erschinge                  | Erchigen           | 418              | 6,76         | 57720        | 57196      |
| Etting                  | Ettinge                    | Ettingen           | 714              | 7,06         | 57412        | 57201      |
| Goetzenbruck            | Getzebrick/Getzebrigg      | Götzenbrück        | 1.464            | 8,12         | 57620        | 57250      |
| Gros-Réderching         | Gross-Rederschinge         | Grossrederchingen  | 1.273            | 15,73        | 57410        | 57261      |
| Hanviller               | Honnwiller/Hawiller        | Hanweiler          | 189              | 8,66         | 57230        | 57294      |
| Haspelschiedt           | Haschbelschid              | Haspelscheid       | 292              | 25,2         | 57230        | 57301      |
| Hottviller              | Hottwiller                 | Hottweiler         | 505              | 8,36         | 57720        | 57338      |
| Lambach                 | Lambach                    | Lambach            | 475              | 5,54         | 57410        | 57376      |
| Lemberg                 | Lembärsch                  | Lemberg            | 1.427            | 10,94        | 57620        | 57390      |
| Lengelsheim             | Lengelse                   | Lengelsheim        | 189              | 5,3          | 57720        | 57393      |
| Liederschiedt           | Liderschid                 | Liederscheid       | 117              | 5,99         | 57230        | 57402      |
| Loutzviller             | Luzwiller                  | Lutzweiler         | 152              | 3,22         | 57720        | 57421      |
| Meisenthal              | Meisetal                   | Meisenthal         | 641              | 6,36         | 57960        | 57456      |
| Montbronn               | Mumere/Momere              | Mombronn           | 1.583            | 14,99        | 57415        | 57477      |
| Mouterhouse             | Muterhüse                  | Mutterhausen       | 273              | 42,6         | 57620        | 57489      |
| Nousseviller-lès-Bitche | Nusswiller                 | Nussweiler         | 155              | 4,86         | 57720        | 57513      |
| Obergailbach            | Owergailbach               | Obergailbach       | 270              | 8,99         | 57720        | 57517      |
| Ormersviller            | Omerschwiller              | Ormersweiler       | 383              | 7,3          | 57720        | 57526      |
| Petit-Réderching        | Klään-Rederschinge         | Kleinrederchingen  | 1.416            | 11           | 57410        | 57535      |
| Philippsbourg           | Phillipsburch/Fillipsbueri | Philippsburg       | 615              | 23,71        | 57230        | 57541      |
| Rahling                 | Rahlinge                   | Rahlingen          | 720              | 21,3         | 57410        | 57561      |
| Reyersviller            | Reierschwiller             | Reyersweiler       | 380              | 8,32         | 57230        | 57577      |
| Rimling                 | Rimlinge                   | Rimlingen          | 631              | 13,26        | 57720        | 57584      |
| Rohrbach-lès-Bitche     | Roerbach                   | Rohrbach           | 2.290            | 13,28        | 57410        | 57589      |
| Rolbing                 | Rolwinge                   | Rolbingen          | 259              | 5,97         | 57720        | 57590      |
| Roppeviller             | Ropwiller                  | Roppweiler         | 96               | 13,77        | 57230        | 57594      |
| Saint-Louis-lès-Bitche  | Minzdal                    | Münzthal-St. Louis | 463              | 4,53         | 57620        | 57619      |
| Schmittviller           | Schmittwiller              | Schmittweiler      | 335              | 2,33         | 57412        | 57636      |
| Schorbach               | Schorboch                  | Schorbach          | 541              | 13,36        | 57230        | 57639      |
| Schweyen                | Schweije/Schweie           | Schweyen           | 319              | 11,35        | 57720        | 57641      |
| Siersthal               | Siirschel                  | Siersthal          | 644              | 10,51        | 57410        | 57651      |
| Soucht                  | Sucht                      | Sucht              | 1.024            | 10,75        | 57960        | 57658      |
| Sturzelbronn            | Stirzelbrunn               | Stürtzelbronn      | 168              | 32,51        | 57230        | 57661      |
| Volmunster              | Wolminschter               | Wolmünster         | 774              | 14,91        | 57720        | 57732      |
| Waldhouse               | Waldhuuse                  | Waldhausen         | 350              | 6,58         | 57720        | 57738      |
| Walschbronn             | Walschbronn                | Walschbronn        | 392              | 10,11        | 57720        | 57741      |
| Canton Bitche           | Kanton Bitsch              | Kanton Bitsch      | 33.184           | 602,37       | -            | -          |

Bis zur landesweiten Neuordnung der französischen Kantone im März 2015 gehörten zum Kanton Bitche die 16 Gemeinden Baerenthal, Bitsch (Hauptort), Éguelshardt, Goetzenbruck, Hanviller, Haspelschiedt, Lemberg, Liederschiedt, Meisenthal, Mouterhouse, Philippsbourg,  Reyersviller, Roppeviller, Saint-Louis-lès-Bitche, Schorbach und Sturzelbronn. Sein Zuschnitt entsprach einer Fläche von 301,19 km2.

### Bevölkerungsentwicklung des neuen Kantons
| 2013   |
| ------ |
| 34.693 |

### Bevölkerungsentwicklung des alten Kantons
| 1962   | 1968   | 1975   | 1982   | 1990   | 1999   | 2006   | 2012   |
| ------ | ------ | ------ | ------ | ------ | ------ | ------ | ------ |
| 13.180 | 14.269 | 14.079 | 14.270 | 14.093 | 14.228 | 14.090 | 13.631 |

## Politik
Im 1. Wahlgang am 22. März 2015 erreichte keines der sechs Kandidatenpaare die absolute Mehrheit. Bei der Stichwahl am 29. März 2015 gewann das Gespann Anne Mazuy-Harter/David Suck (beide UDI) gegen Christelle Burgun/Vincent Seitlinger (beide DVD) mit einem Stimmenanteil von 51,40 % (Wahlbeteiligung:51,71 %).
Seit 1945 hatte der Kanton folgende Abgeordnete im Rat des Départements:
| Vertreter im conseil général (1) des Départements | Vertreter im conseil général (1) des Départements | Vertreter im conseil général (1) des Départements |
| Amtszeit                                          | Name                                              | Partei                                            |
| ------------------------------------------------- | ------------------------------------------------- | ------------------------------------------------- |
| 1945–1949                                         | Léon Schell                                       | parteilos                                         |
| 1949–1955                                         | M. Lang                                           | RPF, danach Républicains sociaux                  |
| 1955–1979                                         | Robert Niederberger                               | MRP, danach DVD und UDF-CDS                       |
| 1979–1998                                         | Joseph Schaeffer                                  | DVD                                               |
| 1998–2011                                         | Gilbert Maurer                                    | PS                                                |
| 2011–2015                                         | Gérard Humbert                                    | DVD                                               |
| 2015–                                             | Anne Mazuy-Harter David Suck                      | UDI                                               |

(1) seit 2015 Departementrat